# Olaf Pedersen
Olaf Pedersen (8 avril 1920 - 3 décembre 1997) est un historien des sciences danois qui est "une autorité de premier plan sur l'astronomie dans l'Antiquité classique et le Moyen Âge latin" .
Pedersen est actif dans la revue Centaurus, le Steno Museum, l'Union internationale d'histoire et de philosophie des sciences et de la technologie et l'Académie internationale d'histoire des sciences.

## Biographie
Olaf Pedersen est né à Egtved, Jutland, Danemark. À l'Université de Copenhague, il étudie à l'institut de Niels Bohr et obtient son diplôme en 1943 lorsque le pays est occupé par les forces allemandes. Il commence sa carrière d'enseignant à Randers, Jutland, enseignant la Physique. Il étudie aussi la philosophie et l'histoire des idées. Après la guerre, il étudie avec Étienne Gilson à Paris. De retour au Danemark, il obtient un doctorat pour des travaux sur Nicole Oresme en 1956, lorsqu'il devient chargé de cours à l'université d'Aarhus.
En 1965, un département d'histoire des sciences est créé à Aarhus. "Le personnel du département, notamment Pedersen, enseigne les sciences ainsi que l'histoire des sciences, et bien que cela ait dilué leurs recherches, cela les a maintenus en contact avec la science et a maintenu leur bonne foi parmi leurs collègues scientifiques." . En 1967, Pedersen devient professeur dans ce département.
Après une opération au cœur, Olaf Pedersen décède le 3 décembre 1997.

## Travaux
En 1956, la maison d'édition Munksgaard publie un volume de 290 pages pour Acta historica scientariarum naturalium et medicinalium (volume #13) sur Nicole Oresme : Nicole Oresme og hans naturfilosofiske system: en undersogelse af hans skrift "Le livre du ciel et du monde".
En 1974, Pedersen collabore avec Pihl Mogens pour écrire Early Physics and Astronomy: A Historical Introduction où ils spéculent sur une traduction latine de l'Almageste de Ptolémée par Boèce qui a été perdue : « Si elle avait été préservée, l'astronomie latine n'aurait pas été obligée de commencer avec un retard de plus de 700 ans." (page 188). Le critique George Saliba commente: "On préférerait que de telles déclarations ne soient pas écrites, car elles reflètent une vision de l'histoire qui fait dépendre le développement de la science de tels accidents aléatoires. . ." 
Pedersen publie également An Introduction to the Almagest (1974).
Pedersen décrit son point de vue sur l'histoire des universités européennes dans The First Universities (1997) 